# Chaetodus amazonicus
Chaetodus amazonicus är en skalbaggsart som beskrevs av Preudhomme de Borre 1886. Chaetodus amazonicus ingår i släktet Chaetodus och familjen Hybosoridae. Inga underarter finns listade i Catalogue of Life.